# Романов, Эрнст Иванович
Эрнст Ива́нович Рома́нов (9 апреля 1936, Кабаковск, Свердловская область — 25 февраля 2024, Санкт-Петербург) — советский и российский актёр, народный артист Российской Федерации (1994), лауреат Государственной премии СССР (1980).

## Биография
Эрнст Иванович Романов родился 9 апреля 1936 года в Кабаковске (ныне Серов). По словам актёра, он получил своё имя в честь лидера немецких рабочих Эрнста Тельмана.
В 1957 году окончил ГИТИС. В том же году он поступил в труппу театра Ростова-на-Дону, затем играл на сценах Рязани, театров Эстонии и Латвии.
С 1969 по 1971 год Эрнст Романов работал в театре Ленсовета, затем — в театре им. А. С. Пушкина, позже — в БДТ имени Г. А. Товстоногова (Ростанев («Фома» по повести Ф. М. Достоевского «Село Степанчиково и его обитатели»; 1996) и другие).
В 1974 году стал актёром киностудии «Ленфильм», снимался преимущественно в ролях второго плана. За роль в фильме «Вкус хлеба» Эрнст Иванович в 1980 году был удостоен Государственной премии СССР.
В связи с 70-летием был поздравлен президентом РФ В. Путиным, с 75-летием президентом РФ Д. Медведевым.
В последний раз на сцену Романов вышел 26 января 2024 года в роли Фирса в «Вишнёвом саде» в Санкт-Петербургском театре имени Андрея Миронова.
Умер 25 февраля 2024 года в возрасте 87 лет в Санкт-Петербурге. Похоронен на малой родине в Свердловской области.

### Семья
- Жена — Лейла Зениковна Киракосян (1941—2024) — заслуженная артистка России, актриса Санкт-Петербургского Академического театра им. Ленсовета.
- Сын — Эрнст Эрнстович Романов (род. 1964) от первого брака актёра — актёр кино.
- Дочь — Екатерина Эрнстовна Романова (род. 1974) — медиаменеджер, режиссёр и тележурналист:
- внуки Анастасия, Иван, Мария.

## Фильмография
- 1957 — Поединок — офицер (нет в титрах)
- 1969 — Красная палатка — полярник (нет в титрах)
- 1972 — Монолог — Вадик
- 1972 — Принц и нищий — архиепископ
- 1973 — Крах инженера Гарина — Алексей Семёнович Хлынов
- 1973 — Исполняющий обязанности — врач скорой помощи, бывший муж Марины
- 1973 — Цемент — председатель совнархоза Шрамм
- 1973—1977 — Блокада — работник ленинградского радио
- 1975 — Прошу слова — доцент Козлов
- 1975 — Звезда пленительного счастья — офицер
- 1975 — На всю оставшуюся жизнь — начальник поезда доктор Белов
- 1976 — …И другие официальные лица — Зуев
- 1976 — Дикий Гаврила — прохожий в очках
- 1976 — Волны Чёрного моря — Пётр Васильевич Бачей
- 1977 — Красные дипкурьеры — полковник Тугарин
- 1977 — Рождённая революцией — Соловьёв
- 1977 — Собака на сене — граф Лудовико
- 1977 — Объяснение в любви — хозяин избы
- 1978 — Однофамилец — Ришар
- 1978 — Двое в новом доме — доцент
- 1978 — Три ненастных дня — член следственной группы, который всё время бросал курить
- 1979 — Несколько дней из жизни И. И. Обломова — секретарь Павла Петровича
- 1979 — Поэма о крыльях — Н. П. Горбунов
- 1979 — Голубой карбункул — Доктор Ватсон
- 1979 — Выгодный контракт — Захар Борисович Шульгин
- 1979 — Короли и капуста — доктор Блайт
- 1979 — Вкус хлеба — Игнатьев
- 1979 — Ждите «Джона Графтона» — Грубер
- 1979 — Расколотое небо — командир авиаотряда подполковник Виктор Николаевич Черкизов
- 1980 — Алёша — Михаил Петрович Карташов, завуч
- 1980 — Государственная граница. Мы наш, мы новый… — Константин Петрович Фёдоров
- 1980 — Копилка — Бенкамен
- 1980 — Сергей Иванович уходит на пенсию — Игорь
- 1980 — К кому залетел певчий кенар — Артемий Фёдорович
- 1981 — Всем — спасибо! — Василий Георгиевич
- 1981 — 20 декабря — Г. В. Плеханов
- 1981 — На Гранатовых островах — Стеннард
- 1981 — Великий самоед — М. И. Калинин
- 1981 — Приказ: огонь не открывать — Будкин
- 1982 — Приказ: перейти границу — Будкин
- 1982 — Сегодня и всегда — Беляев
- 1982 — Две главы из семейной хроники — М. И. Калинин
- 1982 — Без видимых причин — Камчатов
- 1982 — Грибной дождь — Олег Григорьевич Машинцев, инженер
- 1982 — Девушка и Гранд — тренер
- 1982 — Пропавшие среди живых — Корнилов
- 1982 — Возвращение Баттерфляй — профессор Высоцкий
- 1983 — Дублёр начинает действовать — Семёнов
- 1983 — У опасной черты — Эберле, нацистский учёный, изобретатель газа «Циклон Б»
- 1983 — Как я был вундеркиндом — дедушка
- 1983 — Ворота в небо — Рубинов
- 1983 — Привет с фронта — Андрей Владимирович, вахтёр
- 1984 — Без семьи — Гарафори
- 1984 — Обвинение
- 1984 — Завещание профессора Доуэля — Ричардсон
- 1984 — Неизвестный солдат — инженер Виктор Борисович
- 1985 — Фотография на память — Александр Михайлович Нестеров, отец Кольки, инженер-технолог на обувной фабрике
- 1985 — Подвиг Одессы — первый секретарь Одесского обкома А. Г. Колыбанов
- 1985 — Сон в руку, или Чемодан — Сан Саныч
- 1985 — Иван Бабушкин — В. К. Курнатовский
- 1985 — Кармелюк — Григорий Тимофеевич Маршаленко, помещик
- 1985 — Законный брак — Владимир Михайлович, директор театра
- 1986 — Наш папа — майонез — директор НИИ
- 1985 — Неудобный человек — Воробьёв
- 1986 — Праздник Нептуна — Виктор Константинович, шеф
- 1986 — Комендант Пушкин — Густав Максимилианович Воробьев
- 1986 — Чичерин — Алексей Михайлович Казаков, начальник отдела коммисариата иностранных дел
- 1986 — В одну-единственную жизнь — Груздев
- 1986 — Без срока давности — Кунявский
- 1987 — Даниил — князь Галицкий— венгерский король Бела IV
- 1986—1988 — Жизнь Клима Самгина — Иван Акимович
- 1987 — Залив счастья — царь Николай I
- 1987 — Моонзунд — комфлота Развозов
- 1987 — Человек свиты — Андрей Иванович
- 1987 — Разновидность контактов (телеспектакль по Киру Булычёву) — Вадим Николаевич
- 1987 — Мечтатели —
- 1987 — Пока есть время —
- 1987 — Серебряные струны — Николай Владимирович Галкин
- 1987 — Залив счастья — Николай I
- 1988 — Бич Божий — Иван Сергеевич, директор школы
- 1988 — Жизнь Клима Самгина — Иван Акимыч
- 1988 — Эсперанса (Мексика — СССР) — Алексей Ольховский
- 1988 — Радости земные — профессор Левин
- 1988 — Мы и наши лошади — Богоевский
- 1989 — А был ли Каротин? — Шевцов
- 1989 — Мать — Егор Иванович, доктор
- 1989 — Лёгкие шаги — дядя Костя, племянник сестёр Фетяска
- 1989 — Имя твоё — Афанасий Иванович, балетмейстер
- 1989 — Когда мне будет 54 года — Ракузин, сын барда
- 1990 — Гамбринус — чиновник
- 1990 — Дрянь — Виктор Михайлович
- 1990 — Адвокат (Убийство на Монастырских прудах) — подполковник милиции Василий Баранов
- 1990 — Другая драма — член Союза писателей
- 1991 — Мой лучший друг, генерал Василий, сын Иосифа — полковник Ярцев
- 1991 — Имитатор — Николай Петрович
- 1991 — Ниагара — Ипполит Маркович
- 1991 — Экстрасенс — лечащий врач Геры
- 1991 — Хищники — Лев Романович, прокурор
- 1991 — Шаги императора — Нелединский-Мелецкий
- 1992 — Мастер Востока
- 1992 — Белые одежды — академик Посошков
- 1992 — Игра всерьёз — отец Марины
- 1992 — Дверь в лето — доктор Альбрехт
- 1993 — Роман императора — князь А. М. Горчаков
- 1994 — Лето любви — Николай Захарович
- 1998 — 1999 —  Улицы разбитых фонарей 2 — Зальцман
- 1999 — Русский бунт — Гринев в старости
- 2000 — Романовы. Венценосная семья — доктор Е. С. Боткин
- 2000 — Убойная сила — Родион, киллер
- 2001 — Крот — Миха, торговец оружием (убит людьми Часовщика в 5 серии)
- 2001 — Гладиатрикс — Цезарь
- 2001 — 2002 — Улицы разбитых фонарей — Горемыкин
- 2002 — Спецотдел — Гороховский
- 2003 — Золотой век — русский посол
- 2004 — Иванов и Рабинович — Фёдор
- 2004 — Агент национальной безопасности — профессор Цибинский
- 2005 — Золотые парни — Сычёв
- 2005 — Королевство кривых… — ветеран
- 2006 — Золотые парни-2 — Сычёв
- 2007 — Заговор — фотограф Иоганн Граббе
- 2007 — Опера-3. Хроники убойного отдела — Вахрушев (18-й фильм «Ян и Инь»)
- 2007 — Янтарный барон — Розанов
- 2009 — Литейный, 4 — Игорь Поляков (3-й сезон, серия «Красный бриллиант»)
- 2009 — Следы на песке — Борис Андреевич Брагин, профессор, отец Алика
- 2009—2010 — Слово женщине — Лев Николаевич
- 2010 — Гаишники — тесть Зимина (15-й фильм «Рейдерский вальс»)
- 2010 — Найди меня — профессор
- 2010 — Око за око
- 2011 — Катя: Военная история — Николай Иванович, дедушка Нины
- 2011 — Распутин — посол Бьюкенен
- 2012 — Всем скорбящим радость
- 2012 — Путейцы — Василий Васильевич
- 2013 — Всё началось в Харбине — Сергей Николаевич Веденский, профессор
- 2013 — Крик совы — Виктор Казимирович Буткевич, главный врач больницы
- 2013 — Шерлок Холмс — судья Брэдшоу
- 2014 — Деревенщина — Всеволод Сергеевич Самойлов
- 2015 — Великая — сэр Чарльз Генбюри Вильямс, английский посол
- 2016 — Колодец забытых желаний — Георгий Иванович Анисимов, хранитель коллекции
- 2016 — О любви — преподаватель в СПбГУ
- 2017 — Алмазный эндшпиль — Генрих Краузе (Михаил Гройс)
- 2017 — Лачуга должника — председатель суда

## Награды и звания
- Народный артист Российской Федерации (11 января 1994) — за большие заслуги в области киноискусства[1].
- Заслуженный артист РСФСР (6 июля 1983) — за заслуги в области советского киноискусства[7].
- Государственная премия СССР (31 октября 1980) — за четырёхсерийный художественный фильм «Вкус хлеба».
- Почётная грамота Президента Российской Федерации (10 апреля 2011) — за большой вклад в развитие отечественной культуры и многолетнюю плодотворную деятельность[8]
- Российская национальная актёрская премия имени Андрея Миронова «Фигаро» в номинации «За служение театральному Отечеству» (8 марта 2016).